# Серебряный лучник
«Серебряный лучник» — ежегодная национальная премия России в области развития общественных связей.

## История
Премия была учреждена 25 июня 1997 года, в числе её основателей — Российская ассоциация по связям с общественностью, Торгово-промышленная палата Российской Федерации и Союз журналистов России. Вручение премии началось с 1998 года, её лауреатами являются как юридические, так и физические лица. 
Стратегическое управление осуществляет Попечительский совет, оперативное управление — Исполнительная дирекция. Победителям в каждой номинации вручается диплом и статуэтка «Серебряный Лучник», денежного вознаграждения не предусмотрено. Существуют специальные призы, которые вручаются по инициативе Попечительского совета и Экспертного совета.
В рамках национальной премии существуют региональные:
- Серебряный Лучник — Урал
- Серебряный Лучник — Сибирь
- Серебряный Лучник — Северо-Запад
- Серебряный Лучник — Дальний Восток
- Серебряный Лучник — Приволжье
- Серебряный Лучник — Самара
- Премия в области развития общественных связей RuPoR - Центральный федеральный округ: Белгородская, Брянская, Владимирская, Воронежская, Ивановская, Калужская, Костромская, Курская, Липецкая, Московская, Орловская, Рязанская, Смоленская, Тамбовская, Тверская, Тульская, Ярославская области и город Москва[1][2].

## Номинации премии
Номинации могут изменяться, по состоянию на 2021 год они включали:
| Юридические лица - Культурно-просветительские проекты - Внутрикорпоративные коммуникации и корпоративные медиа - ESG-коммуникации: экология и устойчивое развитие - ESG-коммуникации: социальная сфера и корпоративное управление - Благотворительность - Корпоративные коммуникации - Маркетинговые коммуникации - Продвижение государственных и общественных программ - Международные коммуникации - Развитие и продвижение территорий - Продвижение технологий будущего - Образовательные проекты в сфере коммуникаций - Антикризисные коммуникации | Физические лица - Персона - Мастер |

## Некоторые лауреаты
- Лауреаты национальной премии «Серебряный Лучник»